# Castello di Wynendaele
Il castello di Wynendaele (in francese château de Wynendaele) è un castello della Provincia delle Fiandre Occidentali in Belgio, situato a Wijnendale, nel comune di Torhout.

## Storia
Bianca di Namur, nata verso il 1316, trascorse la sua infanzia presso il castello di Wynendaele, residenza della famiglia comitale di Fiandra, dove ricevette un'educazione reale, come già accadde a sua madre, parente del re di Francia.
In questo castello morì a soli 25 anni Maria di Borgogna, figlia del Duca di Borgogna Carlo il Temerario e moglie dell'imperatore Massimiliano I d'Asburgo, il 27 marzo 1482, a causa di una caduta da cavallo.
In questo castello, il 25 maggio 1940, avvenne la rottura dei colloqui fra il re del Belgio Leopoldo III e i ministri Pierlot e Spaak.
A seguito del fallimento militare degli alleati di fronte all'offensiva tedesca, fatto che portò alla sconfitta dell'esercito belga, i ministri tentarono inutilmente di convincere il re a rifugiarsi in Francia. Fu così che il governo si trasferì in Francia per continuare la lotta con ciò che restava delle forze belghe, mentre Leopoldo III rimase nel paese, nella speranza che, per il suo solo prestigio, potesse impressionare il nemico, al fine di difendere il Belgio da ogni tentativo di divisione orchestrato dai Nazisti, analogamente a come tentarono di fare i Prussiani già nel corso del I conflitto mondiale (1914-1918).
Il sito è tutelato come monumento nazionale dal 22 settembre 1982.

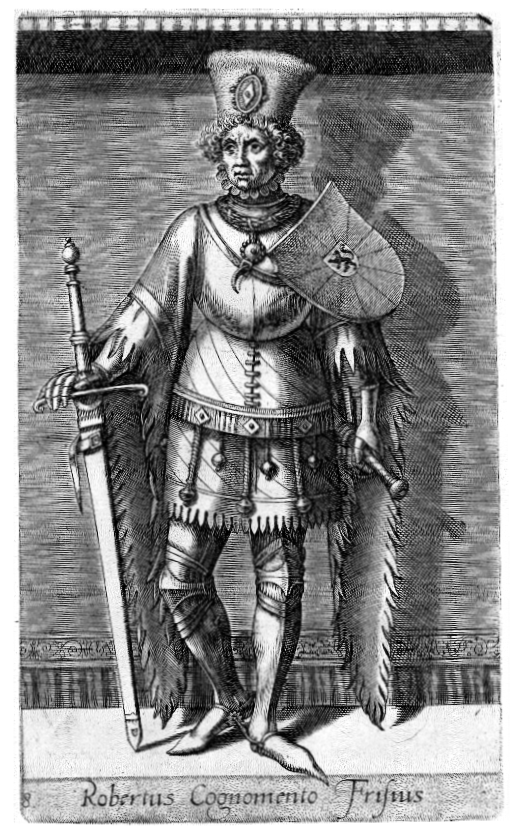
Roberto I di Fiandra

## Descrizione
Il castello di Wynendaele sorge all'interno di una tenuta di 280 ettari, principalmente a bosco.